# Eilean Bhride
Eilean Bhride är en obebodd ö i ögruppen Small Isles i Argyll and Bute, Skottland. Ön är belägen 1,5 km från Eilean nan Coinein.